# Meromyza hungarica
Meromyza hungarica är en tvåvingeart som beskrevs av Dely-draskovits 1978. Meromyza hungarica ingår i släktet Meromyza och familjen fritflugor.
Artens utbredningsområde är Ungern. Inga underarter finns listade i Catalogue of Life.